# عباس‌آباد (درح)
عباس‌آباد روستایی در دهستان لانو بخش درح شهرستان سربیشه استان خراسان جنوبی ایران است.

## جمعیت
بر پایه سرشماری عمومی نفوس و مسکن در سال ۱۳۹۵ جمعیت این روستا ۵۳ نفر (۱۸خانوار) بوده‌است.